# Трошкунай
Трошку́най (лит. Troškūnai) — місто в Анікщяйському районі Утенського повіту Литви, адміністративний центр Трошкунайського староства. Одне з найменших міст Литви.

## Географія
Місто розташовано за 14 км від міста Анікщяй та за 135 км на північний захід від Вільнюса. Місто обслуговує залізнична станція на лінії Паневежис — Швенчьонеляй.

## Історія
Перша згадка про населений пункт датована 1696 роком. Бернардини Владислав та Анна Соколовські збудували там церкву й монастир. Перебував у складі Великого князівства Литовського та Речі Посполитої. Після поділу Польщі Трошкунай відійшов до Російської імперії. До 1920 року мав назву Трашкуни. Під час Першої світової війни від літа 1915 року місто було окуповано німецькою армією.
Від 1940 до 1991 року населений пункт був у складі Анікщяйського району Литовської РСР. Статус міста має від 1956 року.
Від 1991 року — у складі незалежної Литви. Герб Трошкуная затверджено 2 червня 2003 року.

## Населення
| жителів | 1 040 | 1 434 | 1 174 | 672 | 525 | 486 |

## Пам'ятки
- Церква та монастир Бернардинів
- дерев'яна каплиця на цвинтарі (1790)

## Відомі уродженці
- Константінас Сірвідас — литовський лексикограф, один з основоположників литовської писемності.
- Оскарас Юсіс — литовський дипломат.

## Галерея

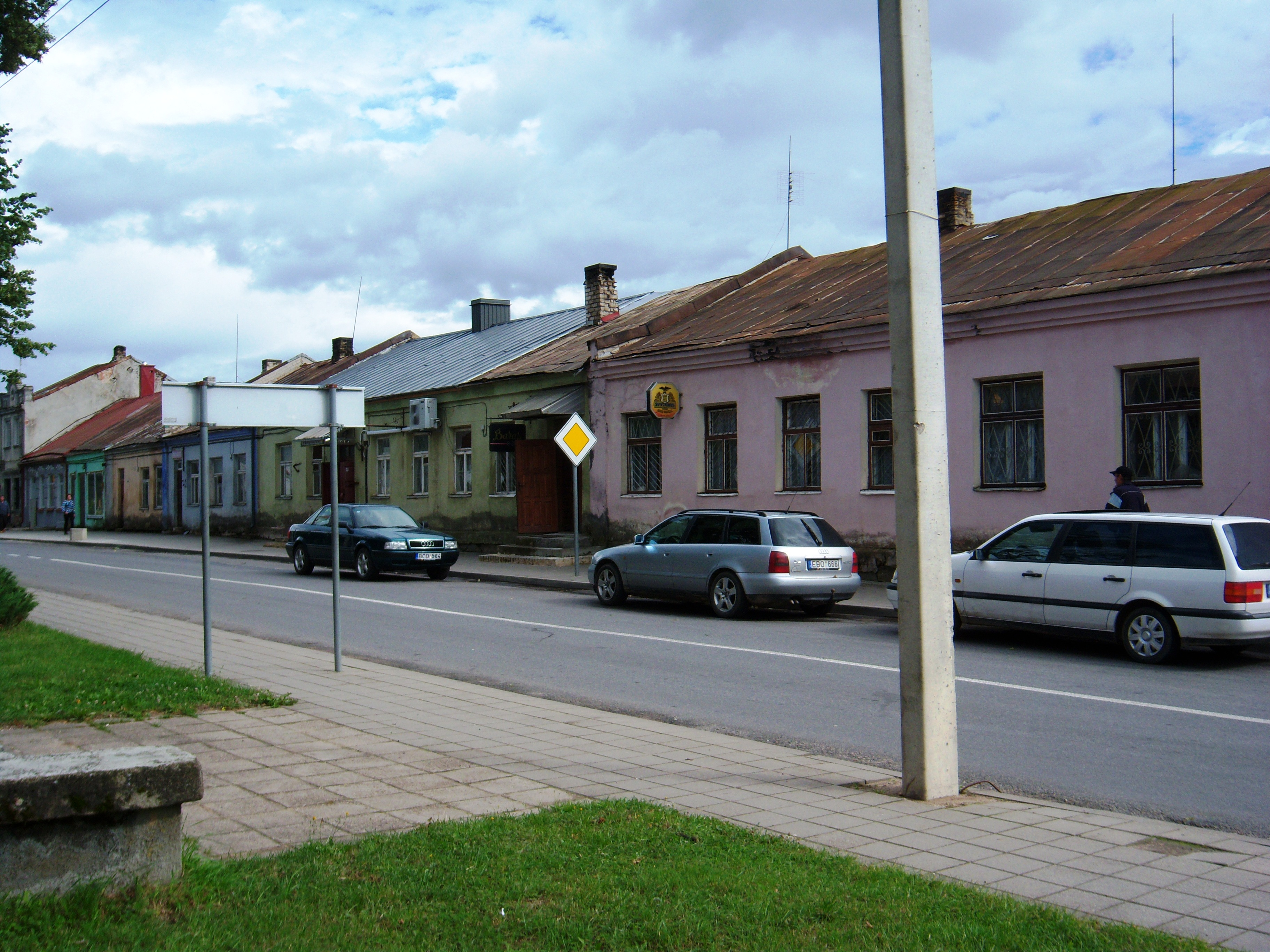
Вулиця в центрі міста
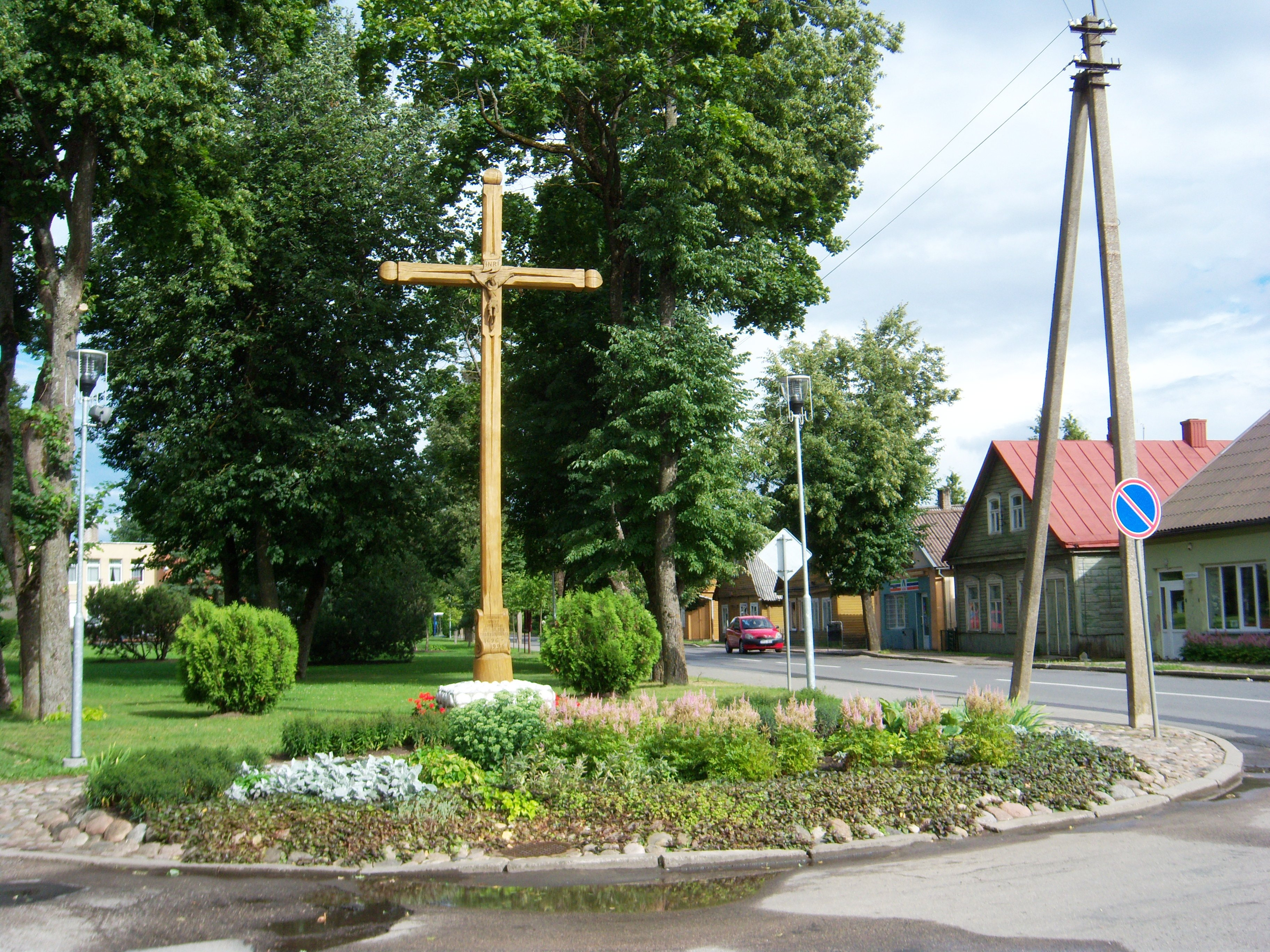
Центр
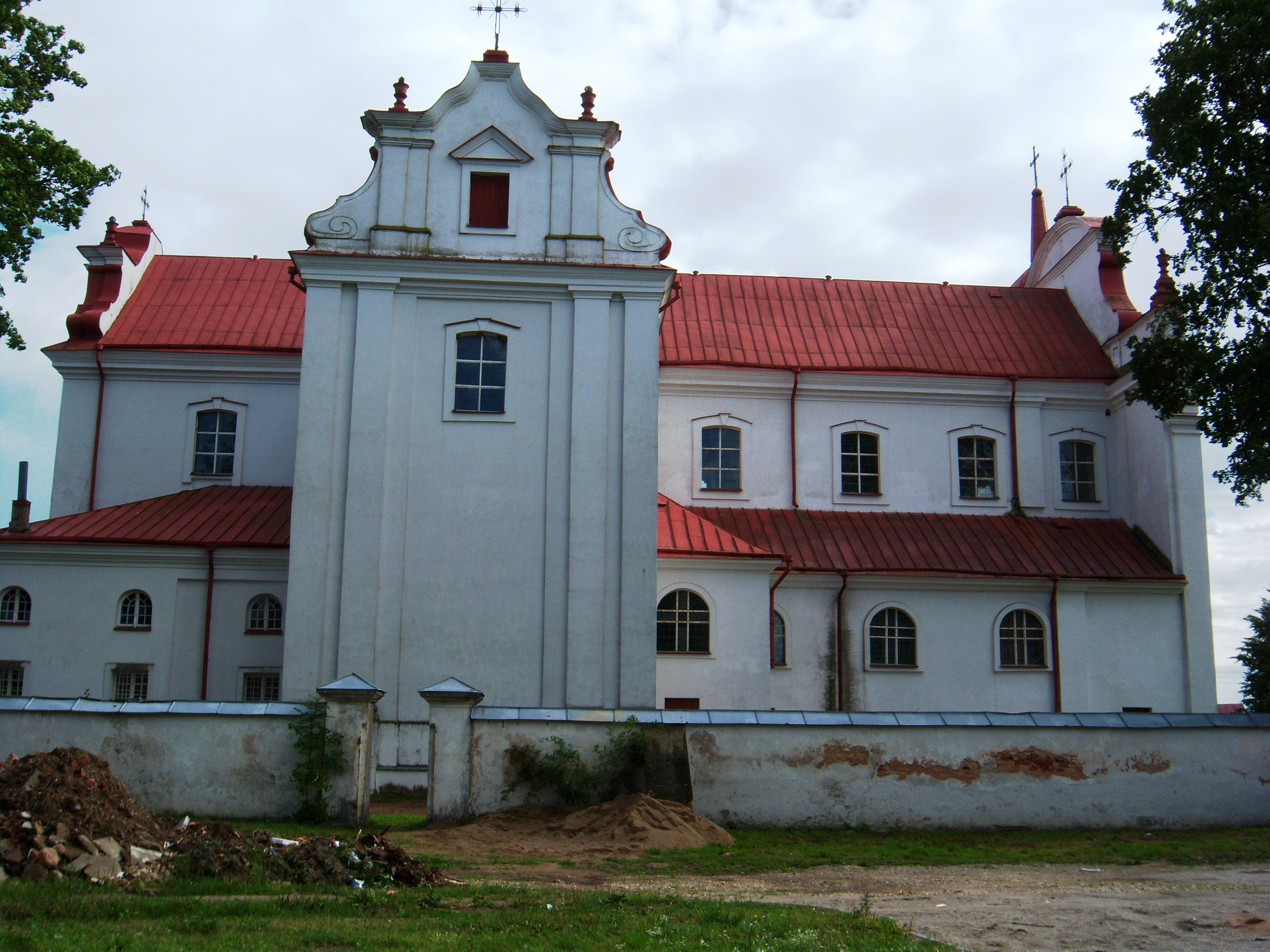
Костел у Трошкунаї
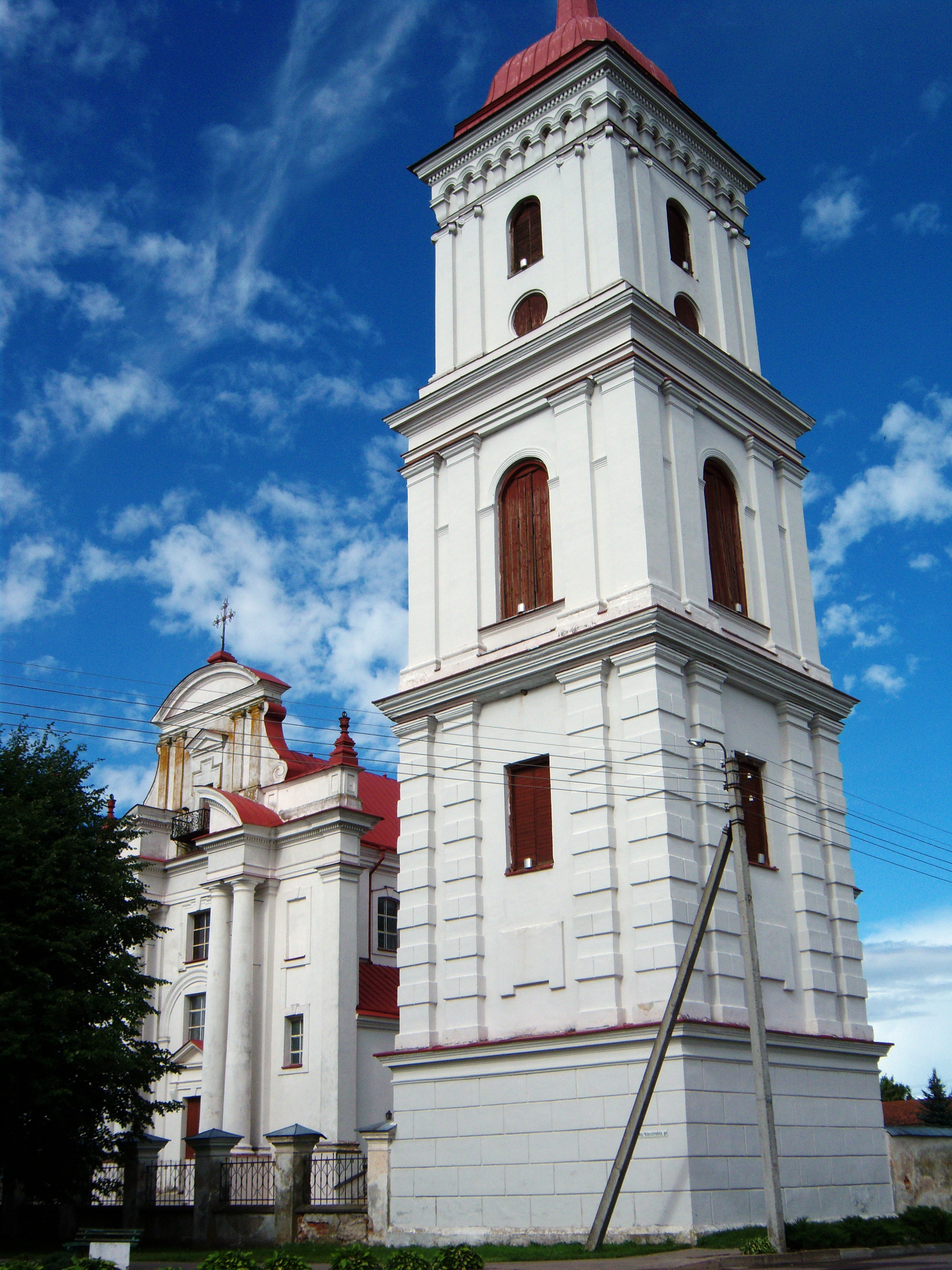
Дзвіниця костелу
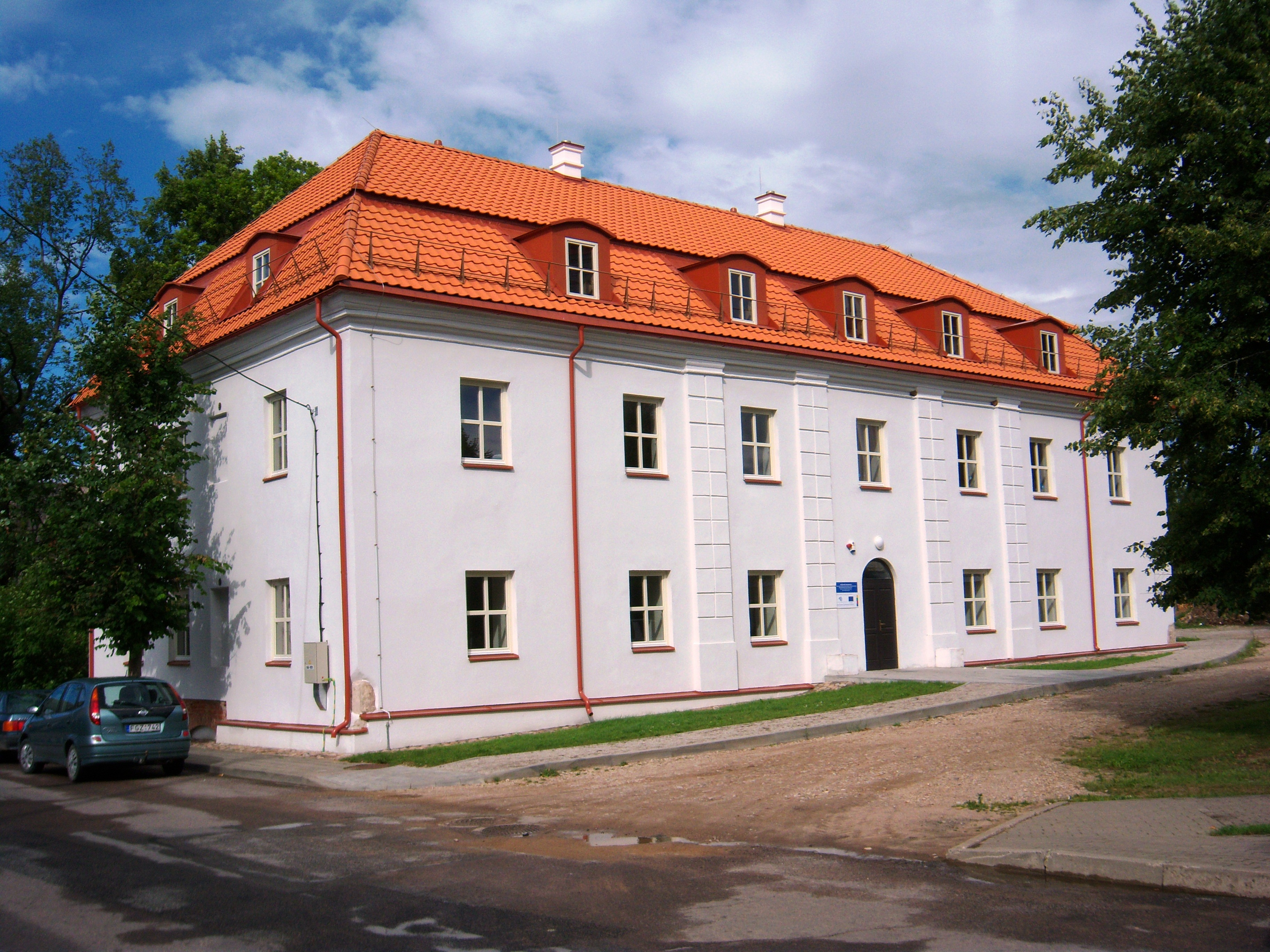
Будинок культури
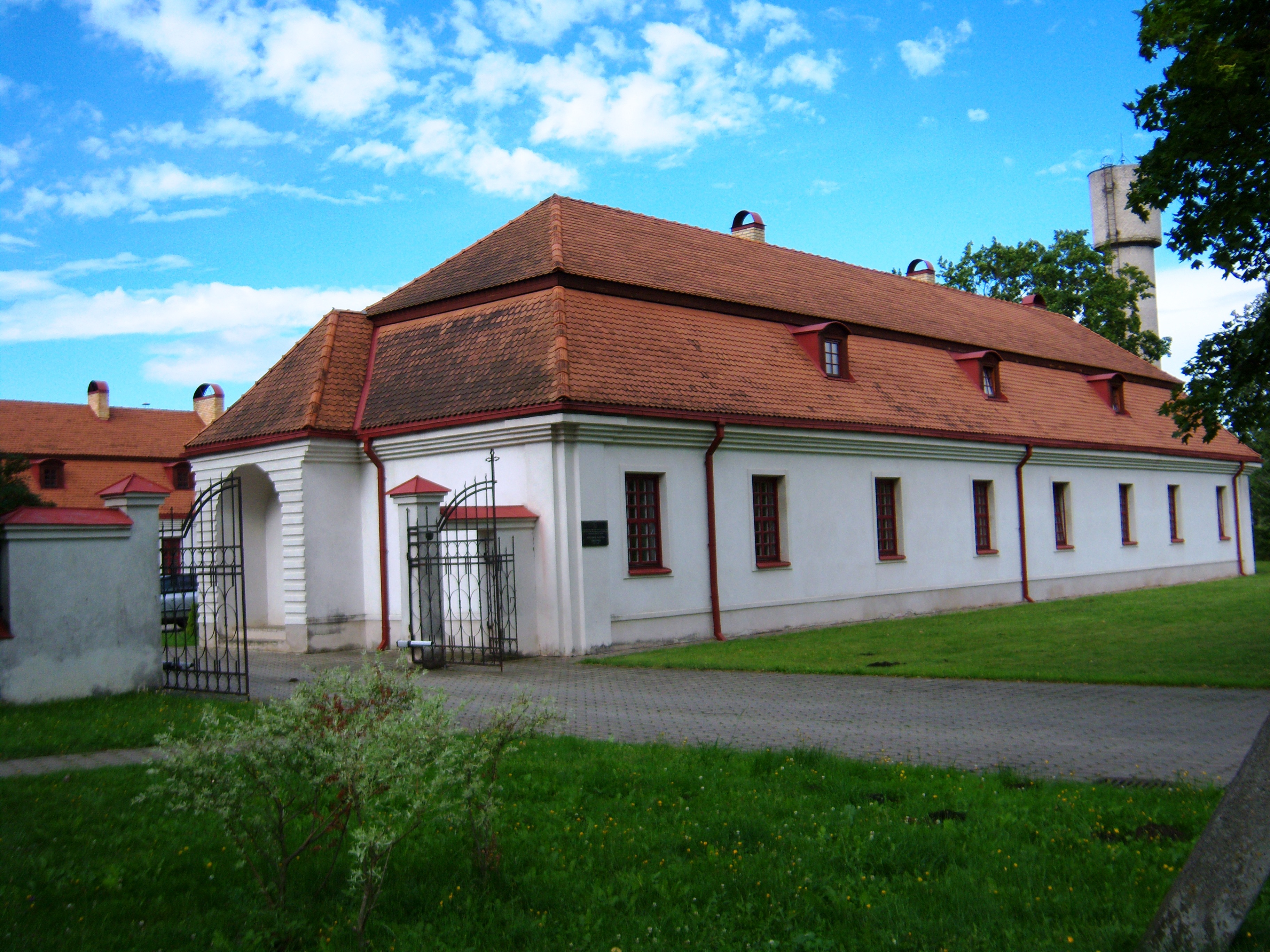
Монастир
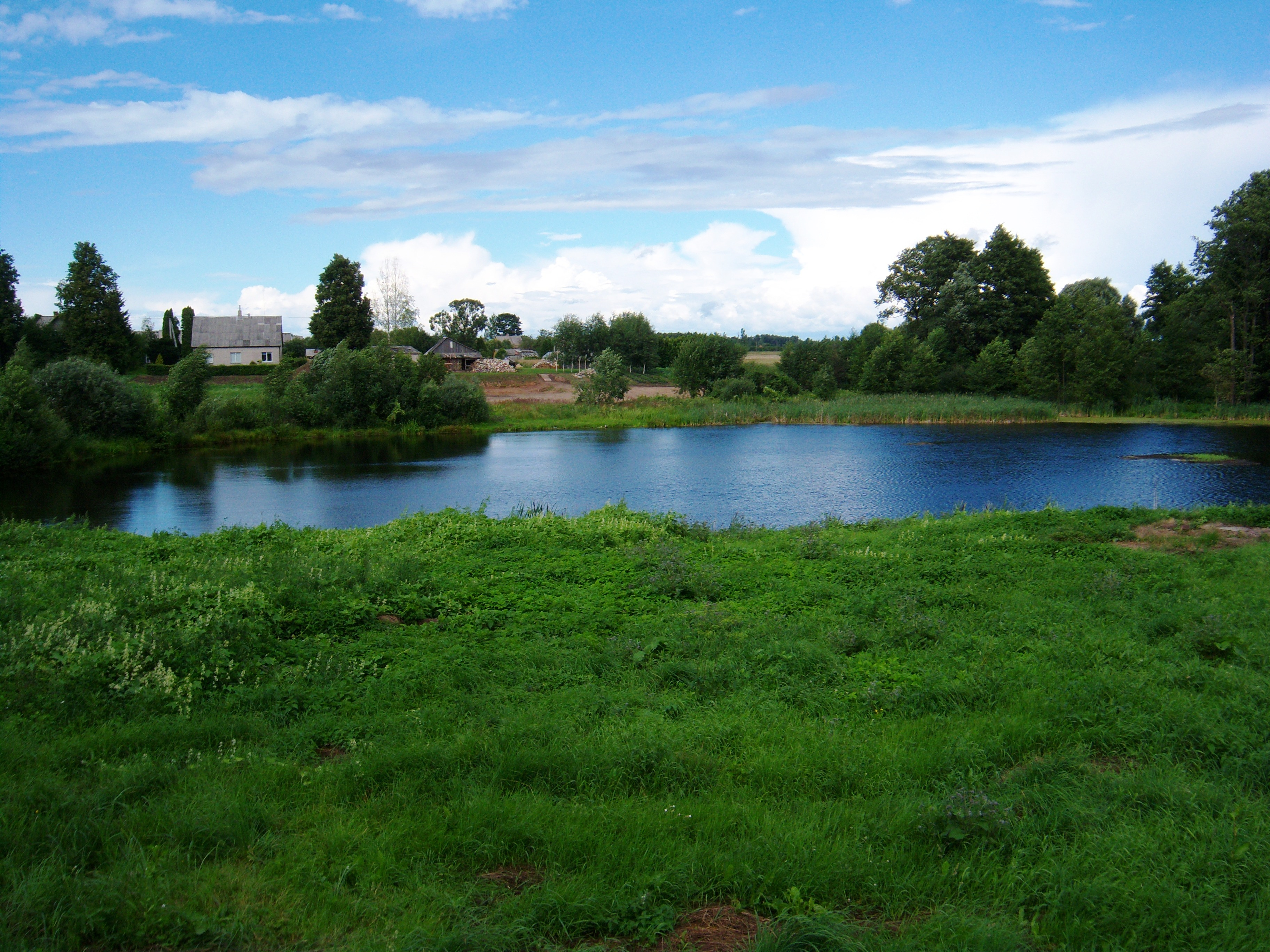
Ставок
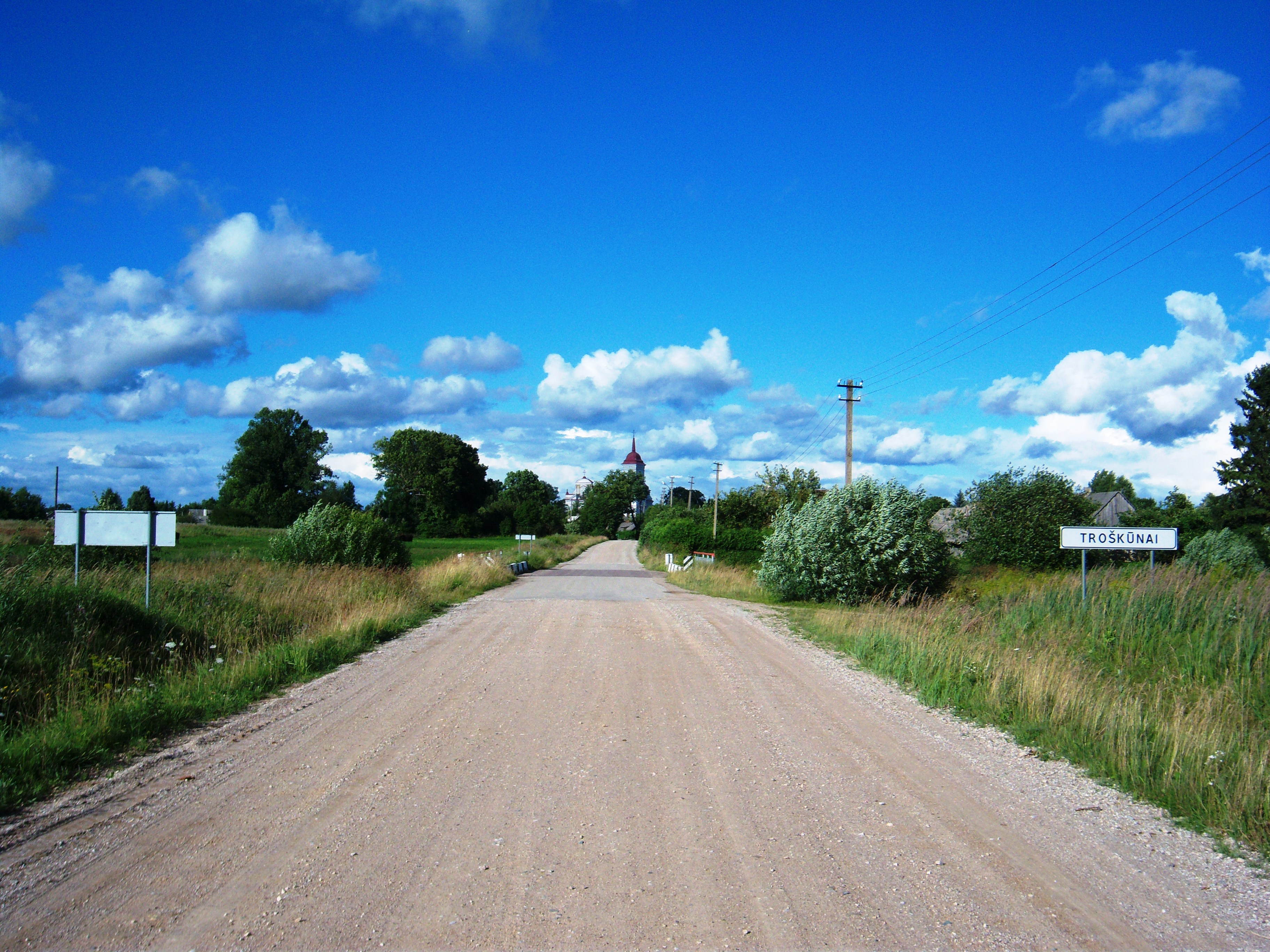
В’їзд до міста
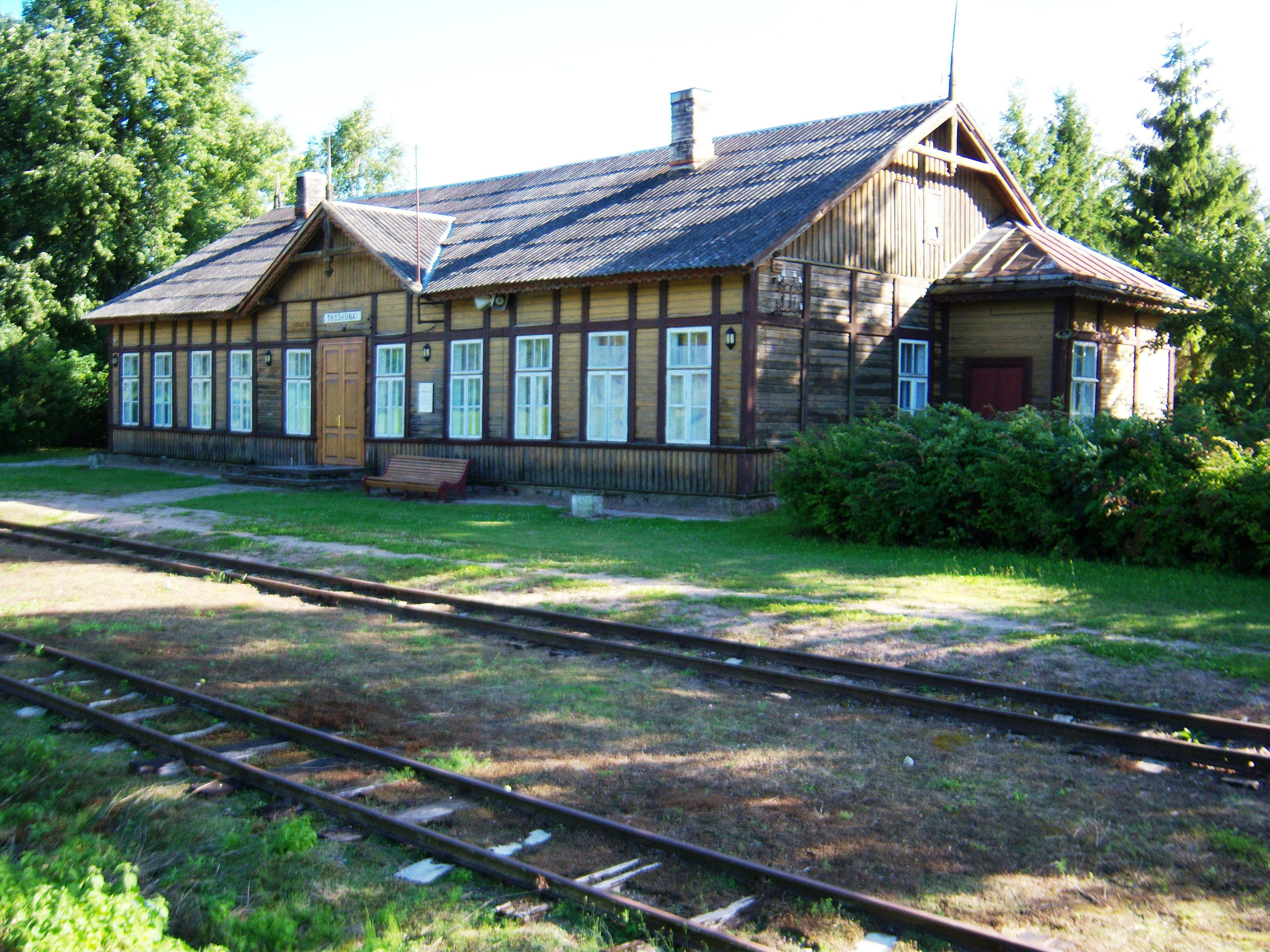
Залізничний вокзал